# Ибботсон, Ева
Е́ва И́бботсон (англ. Eva Ibbotson), урождённая Е́ва Мари́я Шарло́тта Мише́ль Ви́снер (нем. Eva Maria Charlotte Michelle Wiesner; 21 января 1925, Вена, Первая Австрийская Республика — 20 октября 2010, Ньюкасл-апон-Тайн, Великобритания) — британская писательница, автор книг для детей и подростков.

## Биография
Ева Ибботсон родилась в Вене в 1925 году в семье евреев-атеистов. Отец писательницы, Бертольд Пауль Виснер, был врачом. Занимался лечением бесплодия. Его метод использования собственной спермы для зачатия, давший жизнь таким образом шестистам младенцам, в настоящее время признан не этичным. Мать писательницы, Анна Вильгельмина Гмайнер, была писательницей и драматургом. Сотрудничала с Бертольтом Брехтом и писала сценарии для фильмов Георга Вильгельма Пабста. Родители развелись в 1928 году, когда Ибботсон было три года. Как она сама позднее вспоминала, после развода родителей у неё было «вненациональное, сложное и весьма интересное, но и очень несчастное детство, всегда в каком-то поезде и с желанием иметь дом». Её отец согласился читать лекции в Эдинбургском университете. Мать, опасаясь преследований со стороны нацистов, в 1933 году уехала с ней во Францию, где жила в Париже. В 1934 году она эмигрировала в Великобританию и поселилась в Белсайз-парке в графстве Мидлсекс, после чего к ней приехала дочь. Другие члены семьи писательницы тоже бежали из Вены и присоединились к ним в Великобритании. Опыт бегства из Вены оказал значительное влияние на жизнь и творчество Ибботсон.
Она обучалась в школе Дартингтон-Холл, образ которой позднее использовала под названием Делбертон-Холла в романе «Омут стрекоз» (2008). Вначале Ибботсон собиралась стать врачом и получила степень бакалавра в Бедфорд-колледже в Лондоне. В 1945 году, во время магистратуры в Кембриджском университете, писательница познакомилась со своим будущим мужем, Аланом Ибботсоном. Он бы экологом. В 1947 году они поженились и переехали в Ньюкасл-апон-Тайн, где у них родились три сына и дочь.
Мысль о том, что во время работы ей придётся проводить эксперименты на животных, подтолкнула её к решению оставить карьеру учёного. Ибботсон вернулась в колледж, который закончила в 1965 году, получив педагогический диплом Даремского университета. В 1960-х годах, перед тем, как начать писать книги, некоторое время она преподавала в школе.
Писательница пережила мужа. Она умерла в своем доме в Ньюкасле-апон-Тайне 20 октября 2010 года, накануне завершив редакцию своей последней книги и начав работу над новой.

## Творчество
Писательская карьера Ибботсон началась с создания сценария телевизионной драмы «Линда пришла сегодня» для канала «Television Playhouse», вышедшей в эфир в декабре 1962 года. Её первой книгой на английском языке, стал роман для детей «Большое призрачное спасение», опубликованный в 1975 году издательствами «Макмиллан» в Великобритании и «Уолк» в США с иллюстрациями Саймона Стерна и Джулио Мэйстро соответственно.

### Книги для детей
Ибботсон написала более десятка книг для детей, в том числе «Какая Ведьма?» (на русском языке издавалась под названием «Мисс Ведьма»), «Тайна платформы №13», «Циферблат привидения», «Миссия Монстр» (на русском языке издавалась под названием «Операция «Монстр»», «Путешествие к Речному морю», «Звезда Казани», «Звери замка Клаустон» и «Омут стрекоз». За роман «Путешествие к Речному морю» в 2001 году Ибботсон была удостоена книжной Премии Нестле-Смартис. Писательница неоднократно входила в списки номинантов на главные британские книжные премии, посвящённые литературе для детей. Книги Ибботсон «Какая Ведьма?» и «Путешествие к Речному морю» переведены на несколько иностранных языков.
Её произведения написаны с богатым воображением и чувством юмора. В большинстве из них события разворачиваются в волшебном мире с волшебным персонажем. Ибботсон говорила, что ей не нравилось думать о сверхъестественном, и, создавая персонажи, она хотела уменьшить страх читателей перед такими вещами. Некоторые из книг, в частности «Путешествие к Речному морю», отражают любовь Ибботсон к природе. Она написала эту книгу в память о покойном муже-экологе. План этого произведения писательница держала в голове в течение многих лет. Ещё по признанию самой Ибботсон, ей не нравилась «скупость и жажда власти», и этими качествами она часто снабжала отрицательные персонажи в своих произведениях.
Её любовь к родине прослеживается в романах «Звезда Казани», «Песня лета» и «Волшебные флейты» (издававшаяся так же под названием «Неохотная наследница»). В этих книгах события разворачиваются, главным образом, на фоне австрийской сельской местности. В них также проявляется её любовь к природе.

### Книги для юношества
Ибботсон было также создано несколько произведений для подростков и юношества. Некоторые из них успешно переиздавались под разными названиями. Писательница была удивлена тому, что эти её книги отнесли к литературе для взрослых, так как она писала их для подростков. Всего ею было написано три таких книги: «Тайная графиня» (издавалась также под названием «Графиня Нижней Лестницы»), «Лебединое общество» и «Волшебные флейты» (издавалась также под названием «Неохотная наследница»).
Книги Ибботсон, написанные ею после 1992 года, свидетельствуют об отказе писательницы от романтического фона, свойственного её ранним произведениям для подростков и юношества. События в двух из них развиваются в Европе во время Второй мировой войны и отражают личный опыт писательницы. Первый подобный роман «Утренний подарок» (1993) стал бестселлером. В её последнем романе для юношества, «Песня лета» (1997) события также разворачиваются во время Второй мировой войны.

### Отношение к плагиату
Критики заметили сходство между «платформой №13» в книге Ибботсон «Тайна платформы №13» (1994) и «платформой 9 и 3/4» в книге Джоан Роулинг «Гарри Поттер и философский камень» (1997), также расположенной на вокзале Кингз-Кросс в Лондоне. Журналист Аманда Крейг написала о сходстве: ««Ибботсон, казалось бы, представилась блестящая возможность заявить о плагиате, как в настоящее время Джоан Роулинг судится с американской писательницей [Нэнси Стоаффер], но в отличие от неё, Ибботсон говорит, что хотела бы пожать ей [Джоан Роулинг] руку. «Я думаю, что все мы заимствуем друг у друга, как писатели»».

### Сочинения
Книги для детей
- «Большое призрачное спасение[англ.]» (англ. The Great Ghost Rescue) (1975)
- «Какая Ведьма?[англ.]» (англ. Which Witch?) (1979)
- «Червь и Принцесса с носиком из ириски» (англ. The Worm and the Toffee Nosed Princess) (1983)
- «Призраки Хирама К. Хопгуда[англ.]» (англ. The Haunting of Hiram C. Hopgood) (1987)[К 1]
- «Не просто ведьма» (англ. Not Just a Witch) (1989)
- «Тайна платформы №13[англ.]» (англ. The Secret of Platform 13) (1994)
- «Циферблат приведения[англ.]» (англ. Dial-a-Ghost) (1996)
- «Миссия Монстр[англ.]» (англ. Monster Mission) (1999)
- «Путешествие к Речному морю[англ.]» (англ. Journey to the River Sea) (2001)
- «Казанская звезда[англ.]» (англ. The Star of Kazan) (2004)
- «Звери замка Клаустон[англ.]» (англ. The Beasts of Clawstone Castle) (2005)
- «Призраки Хирама» (англ. The Haunting of Hiram) (2008)
- «Омут стрекоз[англ.]» (англ. The Dragonfly Pool) (2008)
- «Огр Оглфорта» (англ. The Ogre of Oglefort) (2010)
- «Пёс и его мальчик» (англ. One Dog and his Boy) (2010)
- «Отвратительные[англ.]» (англ. The Abominables) (2012)

Книги для подростков и юношества
- «Графиня Нижней Лестницы[англ.]» (англ. A Countess Below Stairs) (1981)[К 2]
- «Волшебные флейты» (англ. Magic Flutes ) (1982)
- «Магазин перчаток в Вене и другие рассказы» (англ. A Glove Shop in Vienna and other Stories ) (1984)
- «Лебединое общество[англ.]» (англ. A Company of Swans) (1985)
- «Маденская площадь» (англ. Madensky Square) (1988)
- «Утренний подарок[англ.]» (англ. The Morning Gift) (1993)
- «Песня лета[англ.]» (англ. A Song for Summer) (1997)

Книги на немецком языке
- «Рождественский карп» (нем. Der Weihnachtskarpfen) (1967)
- «В канун Рождества» (нем. Am Weihnachtsabend) (1968)
- «Это было написано в звёздах» (нем. In den Sternen stand es geschrieben) (1971)

### Награды
- «Лучший романтический роман года, опубликованный в Англии». Премия Ассоциации романтических романистов (1983); роман «Волшебные флейты» (1982).
- Медаль Карнеги. Номинации:

1978 года, роман «Какая Ведьма?» (1979)
2001 года, роман «Путешествие к Речному морю» (2001)
2005 года, роман «Звезда Казани» (2004).
- «Лучшая книга обозначения». Журнал школьной библиотеки (1998); роман «Тайна платформы №13» (1994).
- Книжная премия Нестле-Смартис:

номинация 1998 года, роман «Тайна платформы №13» (1994)
победитель 2001 года в номинации «Литература для детей в возрасте 9—11 лет»; роман «Путешествие к Речному морю» (2001)
серебряная медаль 2004 года в номинации «Литература для детей в возрасте 9—11 лет»; роман «Звезда Казани» (2004).
- «Уитбредская Детская Книга Года», номинация 2001 года; роман «Путешествие к Речному морю» (2001).
- «Приз Гвардиан» за детскую книгу. Номинации[14][15]:

2001 года, роман «Путешествие к Речному морю» (2001)
2010 года, роман «Огр из Оглфорта» (2010)
2012 года, роман «Отвратительные» (2012, посмертно).

### Экранизации
- «Линда пришла сегодня» (1962).
- «Большое призрачное спасение» (2011)[18].

## Комментарии
1. ↑  Книга издавалась также под названиями: «Призраки Хирами» (англ. The Haunting of Hiram) (1988) и «Призраки гранитных водопадов» (англ. The Haunting of Granite Falls) (2004).
2. ↑  Книга издавалась также под названием «Тайная графиня» (англ. The Secret Countess) (2007).